# Ivor Horvat
Ivor Horvat (Zágráb, 1991. augusztus 19. –) horvát labdarúgó.

## Pályafutása

### Klubcsapatokban
Ivor Horvat a Dinamo Zagreb akadémiáján nevelkedett. Első horvát élvonalbeli mérkőzését a szintén fővárosi NK Lokomotiva színeiben játszotta 2010. március 6-án az NK Zagreb ellen. 2016-ig megfordult még a szintén horvát Istra 1961 és Lučko csapataiban is, mígnem a szlovén Koper csapatához került. 2017 és 2018 nyara közt a Puskás Akadémia FC játékosa volt. A felcsúti csapat színeiben mindössze egy élvonalbeli bajnokin lépett pályára, majd 2017 szeptemberében a másodosztályú Csákvárhoz került kölcsönbe az idény végéig.

### Válogatottban
Többszörös horvát korosztályos válogatott, tagja volt a 2011-es U20-as labdarúgó-világbajnokságon szereplő horvát keretnek is.